# Robert Kerr, 1. Marquess of Lothian

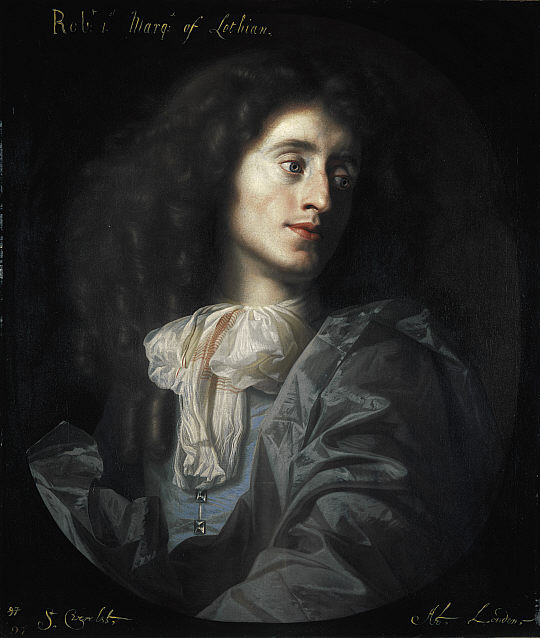
Robert Kerr. Gemälde um 1678

Robert Kerr, 1. Marquess of Lothian PC (auch Robert Ker oder Robert Kerr, 2. Earl of Lothian) (* 8. März 1636 in Newbattle House; † 15. Februar 1703 in London) war ein schottischer Adliger und Politiker.

## Herkunft und Ausbildung
Robert Kerr war ein Sohn von William Kerr, 1. Earl of Lothian, aus dessen Ehe mit Lady Anne Ker († 1677), Tochter und Erbin des Robert Ker, 2. Earl of Lothian. Robert Kerr führte als Heir apparent seines Vaters den Höflichkeitstitel Lord Kerr of Newbattle und studierte zunächst von 1651 bis 1653 an der Universität Leiden, danach von 1654 bis 1657 an der protestantischen Akademie in Saumur und an der Universität von Paris. 

## Politische Tätigkeit unter den Stuarts
Nach der Stuart-Restauration half Kerr, die königliche Herrschaft in den Grenzregionen zu England wiederherzustellen. Bereits 1665 übergab ihm sein Vater die Familienbesitzungen. Von 1668 bis 1676 diente er als Kavallerieoffizier, dabei kämpfte er vielleicht als Freiwilliger im Dritten Englisch-Niederländischen Krieg, dabei machte er im September 1673 einen geheimen Besuch in Paris. Nach dem Tod seines Vaters im Oktober 1675 erbte er den Titel Earl of Lothian. Wegen seiner schlechten Gesundheit hielt sich Lothian von Herbst 1679 bis Sommer 1680 in Paris und Montpellier auf. 1681 legte er einen Eid auf die Testakte ab, und während der Herrschaft von Jakob VII. wurde er am 4. Januar 1686 Mitglied des Privy Council. Bereits am 16. September 1686 wurde er zusammen mit anderen Oppositionellen wieder aus dem Kronrat gedrängt, als der König gegen ihren Widerstand ein Strafgesetz aufheben ließ.

## Politische Tätigkeit unter Wilhelm von Oranien

### Unterstützer der Glorious Revolution
Nachdem Lothian von Jakob VII. aus dem Amt gedrängt worden war, unterstützte er 1688 die Glorious Revolution und wurde am 18. Mai 1689 vom neuen König Wilhelm II. erneut in das Privy Council aufgenommen. Am 3. August 1689 wurde er zum Lord Justice General von Schottland sowie zum Sheriff Principal von Edinburghshire ernannt. Diese Ämter sowie andere kleinere Staatsämter bekleidete er bis zu seinem Tod. 1690 erbte er von seinem Onkel Charles Kerr, 2. Earl of Ancram den Titel Earl of Ancram. 

### Lord High Commissioner to the General Assembly of the Church of Scotland
Lothian war ein gemäßigter Presbyterianer, der vielleicht von Bischof Robert Leighton beeinflusst wurde, der zuvor Pfarrer in Newbattle gewesen war. Im Januar 1692 wurde er zum Lord High Commissioner to the General Assembly of the Church of Scotland ernannt. Für diese Versammlung konnte der König Vorschläge für die Besetzung der leitenden Geistlichen machen. Lothian erreichte, dass die General Assembly der Church of Scotland diese Vorschläge annahm, wenn sie nicht einmütig gegen diese Widerspruch einlegte. Dazu trug sicherlich Lothians massvolles und diskretes Auftreten bei. Nachdem die Versammlung einen Monat lang weiter getagt hatte, verblüffte Lothian die Geistlichen, als er sie am 13. Februar 1692 warnte, die Einheit des Glaubens zu zerstören. Dann hob er auf Anordnung des Königs die General Assembly auf, ohne wie üblich das Datum einer neuen Versammlung festzulegen. Gegen die Proteste Lothians legte der Moderator, der Leiter der General Assembly, daraufhin ein Datum im August 1693 als neuen Versammlungsbeginn fest. Eine Staatskrise konnte nur dadurch abgewendet werden, in dem die General Assembly an diesem Datum nicht abgehalten wurde. Für dieses Scheitern der Politik des Königs gegenüber der schottischen Kirche wurde Lothian teils mitverantwortlich gemacht. Wegen seiner schlechten Gesundheit machte er eine Kur in Bath, danach zog er sich auf sein Anwesen Newbattle House zurück, das er ausbauen ließ und wo er sich die Zeit mit musizieren vertrieb. Bei der General Assembly der Church of Scotland von 1694 diente Lothian nicht mehr als Lord High Commissioner.

### Weitere politische Tätigkeit unter Wilhelm von Oranien
Lothian versuchte lange, gegenüber dem Earl of Roxburghe den Vorrang in der Peerage of Scotland zu erlangen. 1695 demütigte ihn jedoch das schottische Parlament, als es den Titel Earl of Lothian rangniedriger als den des Earl of Roxburgh einstufte. Am 23. Juni 1701 belohnte ihn jedoch König Wilhelm II., indem er Lothian zum Marquess of Lothian erhob. Am 25. August 1702 wurde er in den Ausschuss berufen, um die Union mit England zu verhandeln. Am 4. oder 5. Februar 1703 wurde er zum Mitglied des Ausschusses ernannt, der die finanziellen Regelungen für die Union aushandeln sollte. Wenige Tage später starb Lothian jedoch unerwartet. Eine ärztliche Untersuchung nannte vor allem eine Gallenblasenerkrankung als Todesursache. Lothian wurde in der Familiengruft in der Pfarrkirche von Newbattle beigesetzt.

## Heirat und Nachkommen
Im Januar oder Februar 1660 hatte Kerr Lady Jean Campbell († 1700), die zweitälteste Tochter von Archibald Campbell, 1. Marquess of Argyll und dessen Frau Lady Margaret Douglas geheiratet. Bei seinem Tod hinterließ er ein Vermögen und Wertgegenstände im Wert von über £ 15.000, darunter auch seine Anteile am gescheiterten Darién-Projekt. 
Mit seiner Frau hatte er sechs Söhne und fünf Töchter, darunter:
- William Kerr, 2. Marquess of Lothian (1661–1722)
- Lord Charles Kerr († 1735)
- Lord John Kerr († 1728)
- Lord Mark Kerr (1676–1752)
- Lord James Kerr
- Lady Mary Kerr (1674–1736) ∞ James Douglas, 2. Marquess of Douglas

Vier seiner Töchter starben, bevor sie das Erwachsenenalter erreichten. Seine Titel erbte sein ältester Sohn William Kerr.